# 天鵝座ω1
天鵝座ω1，來自拉丁化的ω1 Cygni，是獨立的拜耳名稱，它是在北天星座天鵝座的一顆恆星；中文傳統名稱是天津增卅五。它的視星等為4.94，以肉眼即可看見。基於2.59mas的周年視差偏移，估計它與太陽的距離大約為1,260 光年。相對於它的鄰居，這顆恒星的本動速度為25.7±2.2 km/s。
這是一顆有點演化的B型次巨星，恆星分類為B2.5 IV。Telting及其同事在2006年發表的一項高解析度光譜學研究中指出，在其光譜中發現了規則的脈動，因此他們對此高度自信，它是一顆仙王座β型變星。它的亮度每1.137天不規則地變化0.034星等。